# Jimmy and Judy
Jimmy and Judy es una película independiente estadounidense de 2006 dirigida y escrita por Randall Rubin y Jon Schroder y protagonizada por Rachael Bella y Edward Furlong. Toda la película se rodó usando el estilo de cámara en mano o cinéma vérite.

## Sinopsis
En una película itinerante adolescente callejera, Jimmy y Judy siguen a un par de forasteros que se enamoran y descontrolan mientras viajan a través de un paisaje estadounidense salpicado de hipocresía, materialismo, drogas y violencia. La película se centra en los temas clásicos como la rebelión adolescente, el amor y la ira. Jimmy y Judy son una pareja Bonnie y Clyde moderna: amantes jóvenes y destructivos que abandonan la comodidad de su comunidad suburbana en Kentucky rural en busca de una vida mejor. La cinta se presenta en forma de un diario de vídeo desde el punto de vista de los personajes principales.

## Reparto
- Rachael Bella - Judy
- Edward Furlong - Jimmy
- William Sadler - Tío Rodney
- Chaney Kley - Dinko
- A. J. Buckley - Buddy